# Czesław Małyszewicz
Czesław Tymoteusz Małyszewicz (ur. 6 lutego 1876 w Korytnicy, zm. 8 lipca 1929 w Wejherowie) − inżynier mechanik, oficer Marynarki Wojennej Imperium Rosyjskiego, w niepodległej Polsce pracownik Urzędu Marynarki Handlowej, później Urzędu Morskiego w Gdyni.

## Życiorys
Czesław Małyszewicz pochodził ze szlacheckiej, osiadłej w guberni siedleckiej, rodziny Teodora (1847−1922), powstańca styczniowego, i Józefy z Baczewskich (1846−1922). Ukończył studia na wydziale mechanicznym Instytutu Technologicznego im. Mikołaja I w Petersburgu. W 1903 roku, po zaliczeniu egzaminów w Morskiej Szkole Inżynierskiej w Kronsztadzie, został zaliczony do korpusu inżynierów mechaników marynarki wojennej. W latach 1903−1907 służył jako mechanik okrętowy na krążowniku „Aurora”, biorąc na jego pokładzie udział w bitwie pod Cuszimą. 1 stycznia 1905 roku otrzymał promocję do stopnia porucznika. W październiku 1907 roku został przeniesiony na kanonierkę „Koriejec”, obejmując obowiązki starszego mechanika, w stopniu sztabskapitana. W latach 1908−1909 odbył na pokładzie kanonierki długi rejs w składzie zespołu floty, płynącej na Morze Śródziemne. W grudniu 1908 roku marynarze rosyjscy wzięli udział w udzieleniu pomocy po trzęsieniu ziemi na Sycylii, za co Czesław Małyszewicz został odznaczony przez rząd włoski srebrnym medalem pamiątkowym. Później służył dalej we Flocie Bałtyckiej, prowadząc również wykłady w szkole maszynistów. W 1915 roku awansował do stopnia kapitana II rangi (odpowiednik komandora porucznika).
Po zwolnieniu ze służby w 1918 roku powrócił do Polski i na początku 1920 roku stawił się do dyspozycji Departamentu Spraw Morskich Ministerstwa Spraw Wojskowych. Zaproponowano mu pracę w powstającej administracji morskiej na Wybrzeżu. Wkrótce został kierownikiem referatu technicznego Urzędu Marynarki Handlowej w Wejherowie. Sprawował kontrolę nad infrastrukturą brzegową, w tym latarniami morskimi i portami rybackimi. Od tej pory stale pracował w polskiej administracji morskiej, po kolejnych przekształceniach instytucjonalnych zostając zastępcą dyrektora Urzędu Morskiego w Gdyni i naczelnikiem jego wydziału mechanicznego.
Czesław Małyszewicz ożenił się z Edytą Ingeborg (1885−1974), która wyemigrowała do USA i tam umarła.
Zmarł 8 lipca 1929 roku w Wejherowie i tam został pochowany.

## Ordery i odznaczenia
- Złoty Krzyż Zasługi (16 października 1928)[3]
- Order św. Anny III klasy z mieczami i kokardą (Imperium Rosyjskie, 1915)
- Order św. Stanisława III klasy z mieczami i kokardą (Imperium Rosyjskie, 1907)
- Order Sławy (Tunezja, 1909)
- Srebrny Medal Pamiątkowy Trzęsienia Ziemi w Kalabrii i Sycylii (Włochy, 1908)